# Erecertificaat van de President van de Russische Federatie
Het Erecertificaat van de President van de Russische Federatie (Russisch: Почётная грамота Президента Российской Федерации, Potsjotnaja gramota Prezidenta Rossijskoj Federatsii) is een presidentiële onderscheiding in de Russische Federatie.
Het Erecertificaat werd op 11 april 2008 ingesteld door President Vladimir Poetin tegelijkertijd met het Certificaat van Dankbaarheid van de President van de Russische Federatie. De onderscheiding bestaat uit een certificaat en een rozet. Het Erecertificaat kan worden toegekend voor verdiensten op het gebied van verdediging van het vaderland en de veiligheid van de staat, bevordering van de rechtstaat, bescherming van leven en de volksgezondheid, bescherming van mensenrechten en vrijheden, staatsvorming, economie, wetenschap, cultuur, kunst, onderwijs, sport, vrijwilligerswerk en andere verdienste voor het vaderland.
Het certificaat wordt uitgereikt tijdens een officiële ceremonie in het kremlin van Moskou.

## Beschrijving
Het certificaat is rechthoekig met een omranding in de nationale kleuren van Rusland, wit, blauw en rood. Bovenaan in het midden staat een afbeelding van het Wapen van Rusland, direct daaronder de inscriptie in vergulde letters "Erecertificaat van de President van de Russische Federatie" (Russisch: Почётная грамота Президента Российской Федерации). Daaronder worden vermeld de naam van de ontvanger en reden van toekenning. De ontvanger krijgt tevens een badge die op kleding gedragen kan worden. Deze heeft een ronde vorm, 20 mm in diameter en is gemaakt van zilver. Op het robijn geëmailleerde oppervlak staat het vergulde wapen van Rusland afgebeeld, de badge heeft een omranding van een vergulde lauwerkrans. Aan de achterzijde is een serienummer vermeld.